# Kiềm hô hấp
Kiềm hô hấp là một tình trạng bệnh lý trong đó việc tăng hít thở dẫn đến tăng pH máu lên trên ngưỡng bình thường (7,35 - 7,45) đồng thời với việc giảm nồng độ CO2 trong máu động mạch. Tình trạng này là một trong bốn nhóm cơ bản của sự phá vỡ cân bằng kiềm-toan.

## Phân loại
Có hai loại nhiễm kiềm hô hấp là kiềm hô hấp mạn tính và cấp tính, chúng là kết quả của sự gián đoạn khả năng bù điện giải của thận từ 3 đến 5 ngày.
- Kiềm hô hấp cấp xuất hiện và diễn tiến nhanh. Khi PCO2 giảm mỗi 10 mmHg trong máu động mạch thì sẽ giảm 2mEq/L ion bicarbonat do sự bù trừ cấp tính. Khi bị kiềm hô hấp cấp, bệnh nhân có thể mất ý thức đồng thời tốc độ trao đổi khí trở về mức bình thường.
- Kiềm hô hấp mạn là một bệnh lý dài hạn hơn. Cứ mỗi 10 mmHg áp suất riêng phần CO2 mất đi trong máu động mạch thì sẽ mất một lượng điện tích bicarbonat là 5 mEq/L. Sự giảm 5 mEq/L ion bicarbonat này là một hiệu ứng bù làm giảm ảnh hưởng kiềm hóa của sự tụt giảm PCO2 trong máu. Đó gọi là sự bù trừ chuyển hóa.

## Cơ chế
Kiềm hô hấp thường xuất hiện khi có một số tác nhân kích thích cơ thể tăng hoạt động hô hấp. Tăng hít thở dẫn đến tăng trao đổi khí phế nang, thải CO2 ra khỏi tuần hoàn, làm thay đổi cân bằng hóa học động của cácbon dioxide trong hệ tuần hoàn, dẫn đến cơ thể phản ứng dựa trên nguyên lý Le Chatelier. Các ion hydro và bicarbonat chuyển dịch thông qua trung gian acid carbonic (H2CO3) để tạo thêm CO2 nhờ enzym carbonic anhydrase theo phản ứng sau:
{\displaystyle {\rm {HCO_{3}^{-}+H^{+}\rightarrow H_{2}CO_{3}\rightarrow CO_{2}+H_{2}O}}}
Kết quả cuối cùng của việc này là giảm nồng độ ion hydro lưu thông, và do đó làm tăng pH (kiềm hóa). Song song đó còn có sự giảm nồng độ calci ion hóa trong máu.

## Triệu chứng
Các triệu chứng của kiềm hô hấp liên quan đến sự giảm nồng độ cácbon dioxít máu, và cộng thêm dị cảm ngoại biên. Thêm vào đó, sự kiềm hóa còn có thể làm gián đoạn cân bằng calci, và làm gây ra các triệu chứng của hạ calci máu (như là cơn tetany và ngất) nhưng không có sự giảm nồng độ calci huyết toàn phần. Tuy nhiên, kiềm hóa hô hấp mạn có thể dẫn đến tăng phosphat máu và hạ calci máu, bằng việc gây kháng hoócmôn PTH ở thận.